# Sophronica gracilior
Sophronica gracilior là một loài bọ cánh cứng trong họ Cerambycidae.